# Аслонов Кадріддін Аслонович
Кадріддін Аслонович Аслонов (29 травня 1947, Гармський район, тепер Таджикистан — листопад 1992, місто Курган-Тюбе, тепер Бохтар, Таджикистан) — радянський таджицький державний діяч, голова Верховної ради Таджицької РСР, в.о. президента Таджицької РСР, секретар ЦК КП Таджикистану, 1-й секретар Ленінабадського обласного комітету КП Таджикистану. Депутат Верховної ради Таджицької РСР 12-го скликання. 

## Життєпис
Трудову діяльність розпочав завідувачем майстерень. 
У 1969 році закінчив Таджицький сільськогосподарський інститут.
У 1969—1973 роках — бригадний механік колгоспу Таджицької РСР.
Член КПРС з 1972 року.
У 1973—1983 роках — 2-й секретар, 1-й секретар Колхозабадського районного комітету ЛКСМ Таджикистану; керуючий Курган-Тюбинського обласного об'єднання «Сільгосптехніка»; голова Курган-Тюбинського обласного об'єднання з виробничо-технічного забезпечення сільського господарства.
У 1983—1988 роках — 1-й секретар Пянджського районного комітету КП Таджикистану.
У 1988—1989 роках — 1-й заступник голови Державного агропромислового комітету Таджицької РСР.
У 1989 році закінчив Академію суспільних наук при ЦК КПРС.
26 січня 1989 — травень 1990 року — секретар ЦК КП Таджикистану.
До 30 листопада 1990 року — 1-й заступник голови Верховної ради Таджицької РСР.
30 листопада 1990 — 23 вересня 1991 року — голова Верховної ради Таджицької РСР. Підпис Кадріддіна Аслонова стоїть під історичною Декларацією про Незалежність Таджикистану 1991 року.
Одночасно 9 вересня — 23 вересня 1991 року — в.о. президента Таджицької РСР.
21 вересня 1991 року підписав указ про заборону Комуністичної партії Таджикистану та націоналізації її майна. Одночасно видав указ про знесення пам'ятника Леніна на площі Озоді міста Душанбе. 23 вересня 1991 року, під тиском прихильників Комуністичної партії Таджикистану, пішов у відставку.
З 1991 до 1992 року керував Управлінням лісового господарства Республіки Таджикистан.
У 1992 році — голова виконавчого комітету Курган-Тюбинської обласної ради народних депутатів. Був призначений на посаду т. зв. «урядом національного примирення», контрольованого Об'єднаною таджицькою опозицією.
Вбитий (повішаний) у листопаді 1992 року (точна дата невідома) Сангаком Сафаровим. Похований у Сарбандському районі Республіки Таджикистан.

## Нагороди і звання
- орден «Знак Пошани»
- медалі